# فارس (محافظة)
محافظة فارس (بالفارسية: استان فارس) هي إحدى محافظات إيران الإحدی والثلاثين، تقع جنوب البلاد ومرکزها مدينة شيراز، وهي المدينة الأكثر اكتظاظًا بالسكان في المحافظة وخامس أكبر مدينة في البلاد. بعد شيراز، تعد مدن مرودشت وجهرم وفسا أكثر المدن اكتظاظًا بالسكان في هذه المحافظة على التوالي. تبلغ مساحة المحافظة 122400 كم مربع ويبلغ عدد سكانها أكثر من 100.000 نسمة. اليوم، بالإضافة إلى غالبية الناطقين بالفارسية (بما في ذلك البصريين)، تعيش مجموعات عرقية مختلفة أيضًا في هذه المقاطعة.
يعتمد اقتصاد المحافظة على الزراعة وتربية الحيوانات، إضافة إلى المدن الصناعية المختلفة والمصافي، والصناعات البتروكيماوية، ومحطات الطاقة المختلفة.
وينقسم مناخ محافظة فارس في أجزاء مختلفة من هذه المحافظة إلى ثلاثة أنواع: جبلي، معتدل ودافئ. محافظة فارس هي واحدة من المراكز السياحية المهمة في إيران لوجود العديد من المعالم الثقافية والتاريخية والطبيعية والدينية. أيضا، يوجد عدد من المراكز الجامعية الهامة في إيران في هذه المحافظة.

## الاسم
في النقوش الأخمينية، بلاد فارس في شكل بلاد بارسه وفي كتابات يونانية في شكل برسيس وبلاد فارس وايضا في شكل الفارسية.
 بلاد فارس هي منطقة كبيرة وكانت موطنًا لإحدى القبائل الآرية تسمى بارس منذ حوالي أحد عشر قرناً قبل الميلاد ولهذا السبب سميت بارس. اسم الخليج الفارسي مشتق من اسم هذه المنطقة، والذي تم قطعه عام 1352 هـ في أقسام الدولة، وقطع الاتصال بين محافظة فارس والخليج الفارسي وأصبحت المناطق المجاورة للخليج الفارسي محافظة بوشهر.
كانت عاصمة محافظة فارس، مدينة شيراز منذ بداية الحكومات الإسلامية أو بعبارة أخرى في العصر الإسلامي.

## مقاطعات محافظة فارس
- مقاطعة آباده
- مقاطعة أرسنجان
- مقاطعة بوانات
- مقاطعة داراب
- مقاطعة إقليد
- مقاطعة استبهان
- مقاطعة فراشبند
- مقاطعة فسا
- مقاطعة فيروز آباد
- مقاطعة كراش
- مقاطعة جهرم
- مقاطعة كازرون
- مقاطعة خنج
- مقاطعة خرم بيد
- مقاطعة لامرد
- مقاطعة لارستان
- مقاطعة ممسني
- مقاطعة مرودشت
- مقاطعة مهر
- مقاطعة نيريز
- مقاطعة باسارغاد
- مقاطعة قير وكازرين
- مقاطعة رستم
- مقاطعة سروستان
- مقاطعة سبيدان
- مقاطعة شيراز
- مقاطعة زرين دشت

## أشهر مدن محافظة فارس
- فسا
- غراش
- كازرون
- داراب
- ارسنجان
- اصطهبانات
- مدينة اوز
- جهرم
- سروستان
- بیضا
- خنج
- مدينة خور
- لار
- فیروزآباد
- میمند
- نی‌ریز
- مرودشت
- زاهدشهر
- جاهورز
- كوره
- هرنك
- جناح
- عمادده

## التقسيمات الإدارية
تقع محافظة فارس في جنوب إيران. تجاور محافظة بوشهر من الغرب ومحافظة هرمزجان من الجنوب ومن الشرق محافظات كرمان ويزد ومن الشمال محافظة أصفهان ومن الشمال الغربي مقاطعة كوهجيلويه وبوير أحمد. وفقًا لآخر التقسيمات، تحتوي المقاطعة على المقاطعات التالية:آباده، سروستان، جهرم، إقليد، رستم، إستهبان، داراب، نيريز، بافانات، لارستان، قير وكرزين، خورامبد، لامرد، كازرون، فسا، فيروز آباد، زرين دشت، ممسني، شيراز، مرودشت، سبيدان، أرسنجان، باسارجاد، كاور، خونج، فرشبند، جرش، خرامية، مهر.

## المناخ والحياة البرية
هناك ثلاث مناطق مناخية متميزة في محافظة فارس. أولاً، المنطقة الجبلية في الشمال والشمال الغربي مع شتاء بارد معتدل وصيف معتدل. ثانيًا، المناطق الوسطى، مع فصول شتاء معتدلة نسبيًا، وصيف حار جاف. المنطقة الثالثة الواقعة في الجنوب والجنوب الشرقي، ذات فصول شتاء باردة وصيف حار. يبلغ متوسط درجة حرارة شيراز 16.8 درجة مئوية، وتتراوح بين 4.7 درجة مئوية و29.2 درجة مئوية.
بالإضافة إلى الحيوانات الأصلية في المقاطعة، تهاجر أنواع كثيرة من الطيور إلى المقاطعة كل عام. تهاجر أنواع كثيرة من البط وطيور اللقلق والسنونو إلى هذه المقاطعة في عرض سنوي. الحيوانات المحلية الرئيسية في المقاطعة هي الغزلان والغزلان والماعز البري الجبلي والكبش والنعاج وأنواع كثيرة من الطيور. في الماضي، كما في سهل خوزستان، ظهر الأسد الفارسي هنا.
تضم محافظة فارس العديد من مناطق الحياة البرية المحمية. أهم المناطق المحمية هي:
- منطقة الصيد المحرمة «توت سياه» (بلاك بيري) ، والتي تقع في نهاية منطقة بوانات.
- منطقة صيد بصيران المحرمة، والتي تقع على بعد 4 كيلومترات جنوب أبادة؛ منتزه بامو الوطني الواقع شمال شرقي شيراز.

## أعلام
- عبد الله بن إبراهيم بن شاه رخ
- عبد الله بن عمر البيضاوي
- مهرنرسة
- أنطيوخوس الرابع